# Lompoc
Lompoc è una città degli Stati Uniti d'America situata nella contea di Santa Barbara, nello Stato della California.
La città è gemellata con la cittadina svizzera di Locarno.